# Ingelheimer Aue

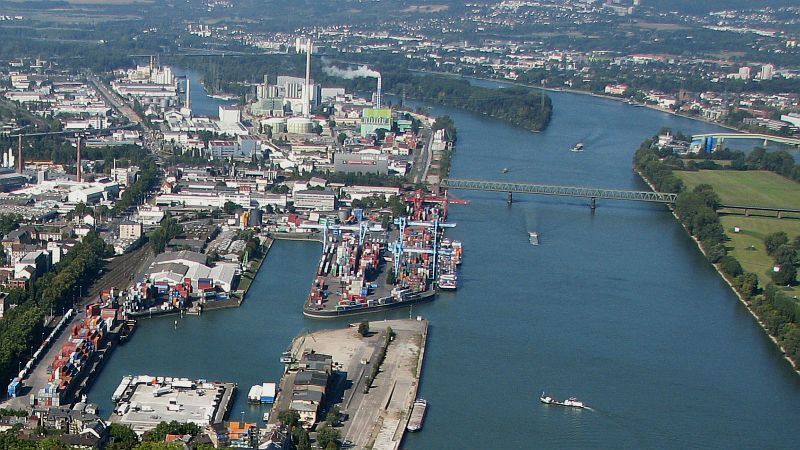
Blick auf die Ingelheimer Aue über den Zollhafen 2008

Die Ingelheimer Aue ist eine ehemalige Rheininsel, vom Flusskilometer 500,00 bis 503,5 linksseitig zur Stadt Mainz hin gelegen. Sie bildet die Nordspitze des Stadtteils Mainz-Neustadt und ist gewerblich genutzt.

## Entwicklung

### Das 17. bis 19. Jahrhundert

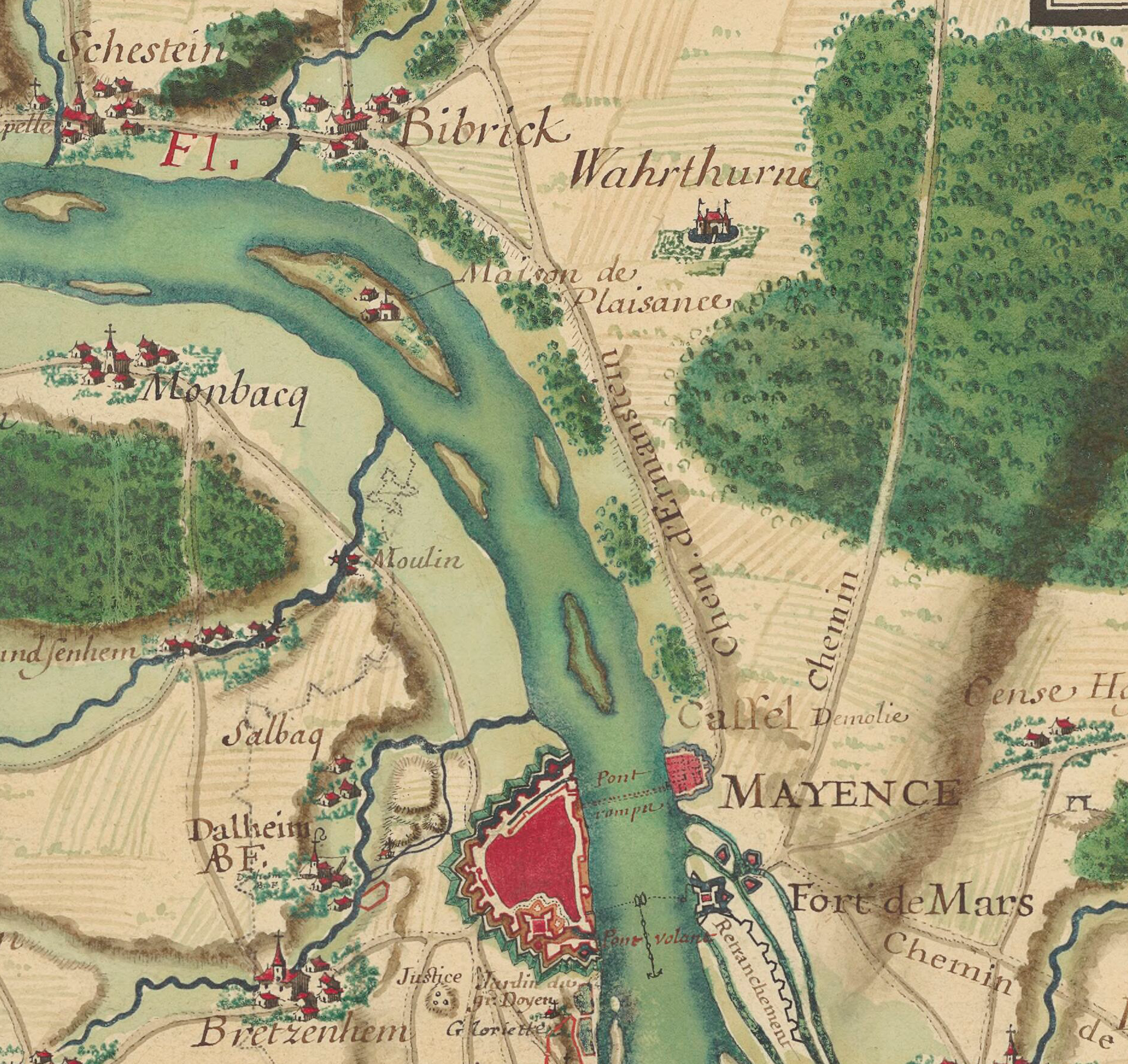
Karte der Ingelheimer Aue mit Lustschlösschen (Maison de Plaisance) im Jahr 1700

Mitte des 17. Jahrhunderts hieß die Ingelheimer Aue nach ihrem damaligen Besitzer „Dreschers Aue“. Der Mainzer Kurfürst Anselm Franz von Ingelheim besaß dort frühestens ab 1679 einen Gutshof und erwarb kurz danach die Insel, die seitdem als Ingelheimer Aue bezeichnet wurde. 1687 ließ er sich auf der Rheininsel ein Kurfürstliches Jagdschlösschen zur Entenjagd errichten. Zu Beginn des 19. Jahrhunderts war dieses durch die Kriegsunruhen der frühen Koalitionskriege teilweise zerstört und die Ingelheimer Aue gelang in der Zeit der französischen Besetzung (1792/93 und 1798–1815) in Privatbesitz. Das Gelände der Aue wurde landwirtschaftlich bestellt, Gegen Ende des 19. Jahrhunderts befand sich die Ingelheimer Aue in städtischem Besitz und Teile davon wurden an Landwirte verpachtet. Trotz der ab 1880 einsetzenden Industrialisierung gab es bis in die Mitte der 1950er Jahre noch größere Grün- und Obstflächen auf der Aue. Dadurch und durch die Anbindung der bisherigen Rheininsel an das Mombacher Ufer war die Aue für Mainzer Bürger ein beliebtes Ausflugsziel. Das alte kurfürstliche Jagdschlösschen wurde bis in die Nachkriegszeit als Ausflugsgaststätte („Gasthaus Zum alten Auhaus“) geführt und in Reiseführern erwähnt. Weitere Gaststätten befanden sich beispielsweise am Anbindungsbereich der Halbinsel zum Mombacher Ufer.

### Beginnende Industrialisierung Ende des 19. Jahrhunderts

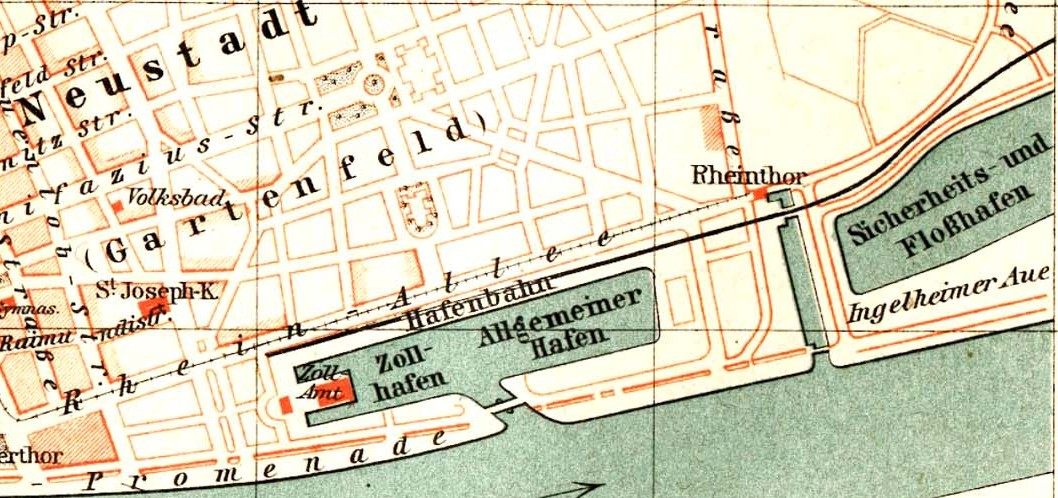
Plan der Neustadt und des Mainzer Zoll- und Binnenhafens um 1898

Ursprünglich war die Ingelheimer Aue eine Insel. Durch den Bau des Mainzer Zoll- und Binnenhafens ab dem Jahr 1880 wurde ein Damm geschaffen, der die Insel mit Land verband und damit den nördlich vom Zollhafen liegenden Floßhafen bildete (s. Abbildung). Dieser wurde am 6. Juni 1887 eingeweiht.
Seit Ende des 19. Jahrhunderts entstand auf der ehemaligen Insel ein Industriegebiet. Zunächst mit einem Gas- und Elektrizitätswerk ab 1899 und einigen Fabriken, wie etwa die Metallwarenfabrik Wilhelm Hannss. In der Folgezeit wurden mehrere große Werke gebaut, wie z. B. Blendax (1931), Werner & Mertz (1908), Römheld & Moelle (1906). Von 1906 bis 1997 fuhr auf der Ingelheimer Aue eine Straßenbahn (Endhaltestelle: Ingelheimer Aue). Seit Oktober 2017 hat die Linie 59 ihre Endhaltestelle am Zollhafen.
Auf der aufgeschütteten Anlandung stehen die Brückenpfeiler der Kaiserbrücke, die Teil des Eisenbahnrings um Mainz, der Mainzer Umgehungsbahn, ist. Die Brücke wurde im Jahre 1904 von Kaiser Wilhelm II. und dem hessischen Großherzog Ernst Ludwig in Anwesenheit des Reichskanzlers Bernhard von Bülow eingeweiht.

### Zeit des Nationalsozialismus
Auf dem Gelände des Betonplattenwerks Dr. Ing. Eugen Pfleiderer wurde 1944 ein Lager für Zwangsarbeiter errichtet. Dort waren bis zu 292 Menschen interniert, es wurde im März 1945 evakuiert.
Außerdem gab es ein Wohnschiff, das im Floßhafen ankerte und „Ostarbeiterinnen“ der Firma Erdal und weiterer kleinerer Betriebe im dortigen Industriegebiet als Unterkunft diente.

### Nachkriegszeit
Zwischen 1956 und 1974 prägte der größte Gasbehälter Europas das Bild der Rheinfront. Der „Gasometer“ war 123 m hoch, hatte eine Grundrissfläche von 3550 m² und ein Fassungsvermögen von 350.000 m³.

### Heute

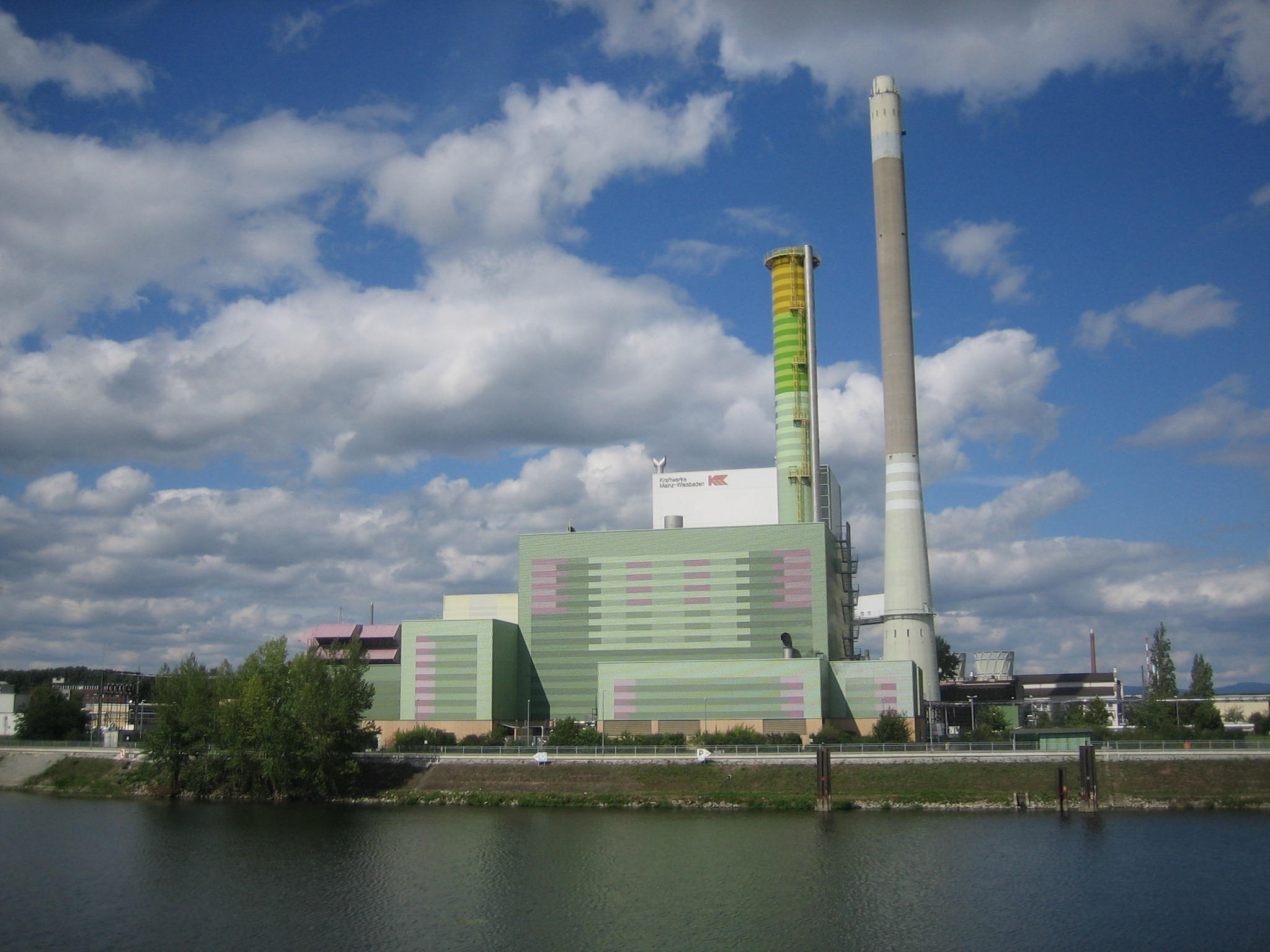
Kraftwerke Mainz-Wiesbaden 2011

In den vergangenen Jahren gab es auf der Ingelheimer Aue mehrere größere Bauprojekte, die zu erheblichen Veränderungen der Infrastruktur führten. Durch die Umgestaltung des benachbarten Zollhafens in ein Wohngebiet musste der dortige Containerhafen auf die Ingelheimer Aue verlegt werden. Dazu wurde ein ca. 30 Hektar großes Areal zu einem modernen Containerhafen umgebaut. Dieser nahm 2011 seinen Betrieb auf. Betreiber ist die Frankenbach Container Terminals GmbH.
Durch die Lage des Containerhafens musste die Gaßnerallee, die bis dahin die Zugangsstraße zum nördlichen Teil der Halbinsel war, gesperrt werden, daher wurde eine Hafenbrücke mit 170 Metern Länge und drei Fahrstreifen über das Hafenbecken des Industriehafens errichtet. Sie wurde am 24. April 2009 eingeweiht.
Auf einem großen Areal der Ingelheimer Aue betreiben die Stadtwerke Mainz und deren Tochterunternehmen Kraftwerke Mainz-Wiesbaden AG (KMW) ein Gaskraftwerk und eine Müllverbrennungsanlage. Ein Kohlekraftwerk mit drei 100 MW Blöcken aus den Jahren 1958, 1963 und 1966 wurde im Jahre 2000 abgeschaltet.
Die heutige Anlage besteht aus zwei Gas-und-Dampf-Kombikraftwerken, einem älteren nicht aktiven Block aus dem Jahr 1977 mit rund 350 MW und einem neuen Kraftwerk (2001) mit ca. 400 MW. Ende 2018 wurde ein weiterer Block mit einer Leistung von insgesamt 100 MW für die Erzeugung von Fernwärme fertiggestellt. Dieser ergänzt und erweitert die bisherige Fernwärmeproduktion von über 200 MW.
Das an das Gaskraftwerk gekoppelte Müllverbrennungswerk wurde am 12. November 2003 eingeweiht. Dort wurden 2014 über 350.000 Tonnen Müll verbrannt.
Die Pläne eines Steinkohleheizkraftwerks mit einer elektrischen Leistung von 800 MW und bis zu 300 MW Fernwärme wurden aufgrund massiver Proteste im Jahr 2012 aufgegeben. (Ehemals geplantes Kohlekraftwerk)
Neben den Kraftwerken schließt sich die Papierfabrik WEPA Mainz GmbH an. Diese beschäftigt auf der Ingelheimer Aue 200 Mitarbeiter und stellt dort Toilettenpapier her.
Die Firma Polycasa hat dort ein Werk mit 125 Mitarbeitern und ist ein Hersteller von extrudierten Kunststoffplatten. In der Firmengeschichte des Standorts Mainz arbeitete man mit vielen Werkstoffen, begonnen mit Schellack, Phenolharzen beziehungsweise Phenolpressmassen bis hin zu Acrylatpressmassen.
Daneben haben einige Wassersportvereine ihre Gebäude auf der Ingelheimer Aue, z. B. die Wassersportabteilung des Polizei-Sportvereins Mainz, die Mainzer Ruder-Gesellschaft 1898 e.V., Schwimm Sport Verein Undine 08 e.V. oder der Verein der Sportangler Mainz 1 e.V. 1895.